# Teatro de calle
Teatro de calle o teatro callejero, puede denominar a cualquier tipo de escenificación, dramatización o representación, con voluntad artística o de espectáculo, que se hace en escenarios urbanos, sus actuaciones son improvisados, al aire libre y sin que los espectadores hayan tenido que pagar. En los diccionarios temáticos se define como un estilo de teatro que se presenta "en lugares exteriores a los edificios tradicionales"; y se enumeran:
Algunos textos y autores identifican el teatro de calle con el teatro en la calle, que no es propiamente dicho un estilo de teatro sino una referencia a un espacio escénico. Por ejemplo, la representación del Tenorio Mendocino en Guadalajara es una muestra de teatro romántico en las calles de esa ciudad española. Un caso a caballo entre ambos conceptos (en la calle, y de calle), es el de la compañía de marionetas gigantes Royal de Luxe. Por su parte, el Living Theater fue considerado como uno de los inspiradores del concepto moderno del teatro de calle por su valor ideológico, a cuya estela se desarrollaría gran parte del teatro independiente y el teatro experimental.

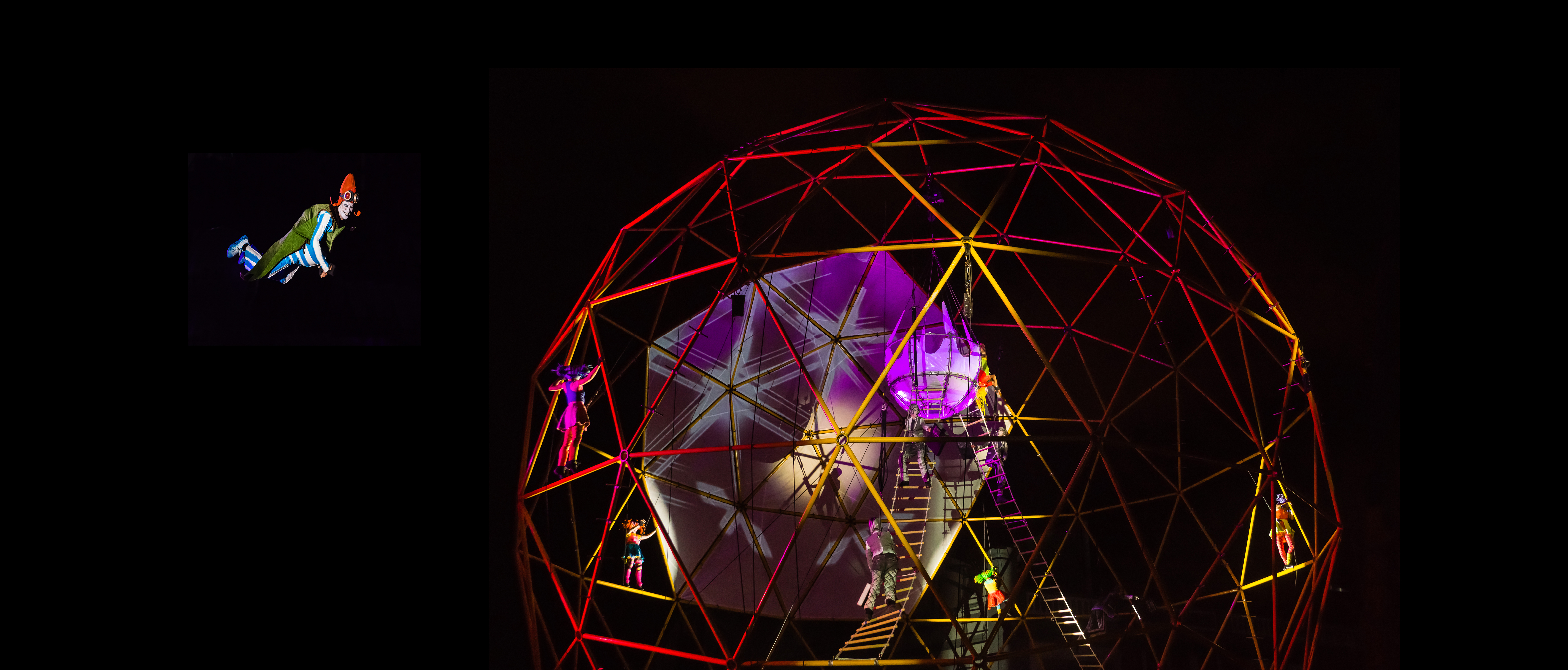
Globe, montaje al aire libre del colectivo holandés Close Act Theatre.

## Ideología y teoría
La moderna ideología del teatro de calle partió de voluntad de rechazar los recintos teatrales convencionales en busca de un público que no frecuenta el teatro, como acción sociopolítica directa. Se trataba de abandonar los esquemas y escenarios habituales, muy mediatizados, aliando el fenómeno de "la animación cultural con la manifestación social", en espacios urbanos que favoreciesen la convivencia a partir de la provocación. Ese valor ideológico original hizo que durante la primera mitad del siglo XX se asociase el teatro de calle al teatro proletario y más concretamente a la fórmula conocida como agit-prop.
A partir de la década de 1960, el teatro de calle se inclinó progresivamente hacia objetivos más estéticos que políticos, aunque se mantuvo fiel a su "capacidad de subvertir lo cotidiano" e incluso aumentando en muchos casos sus ingredientes de espectáculo de provocación. Nacen en dicha época Bread and Puppet y el Magic Circus, coreados por toda suerte de happenings y acciones sindicales.
En la década de los 90 nacen compañías que hacen intervenciones en el espacio urbano con creaciones de teatro de calle de nueva generación con la utilización en sus obras de recursos tecnológicos, efectos de iluminación, sonido, efectos especiales, etc., que se integran en el medio urbano y la estética de la obra. Un claro ejemplo de esta nueva tendencia es la compañía española Carros de Foc, fundada por Miguel Ángel Martín Bordera, que además de todo lo anterior, incorpora un sello propio con marionetas gigantes móviles y una dramaturgia inspirada en las Hogueras de Alicante.
El teatro de calle puede considerarse precedente de productos tan antagónicos como el teatro de guerrilla (Teatro Campesino mexicano y la San Francisco Mime Troupe), o variantes amables del teatro de improvisación como Improv Everywhere.

## Evolución histórica

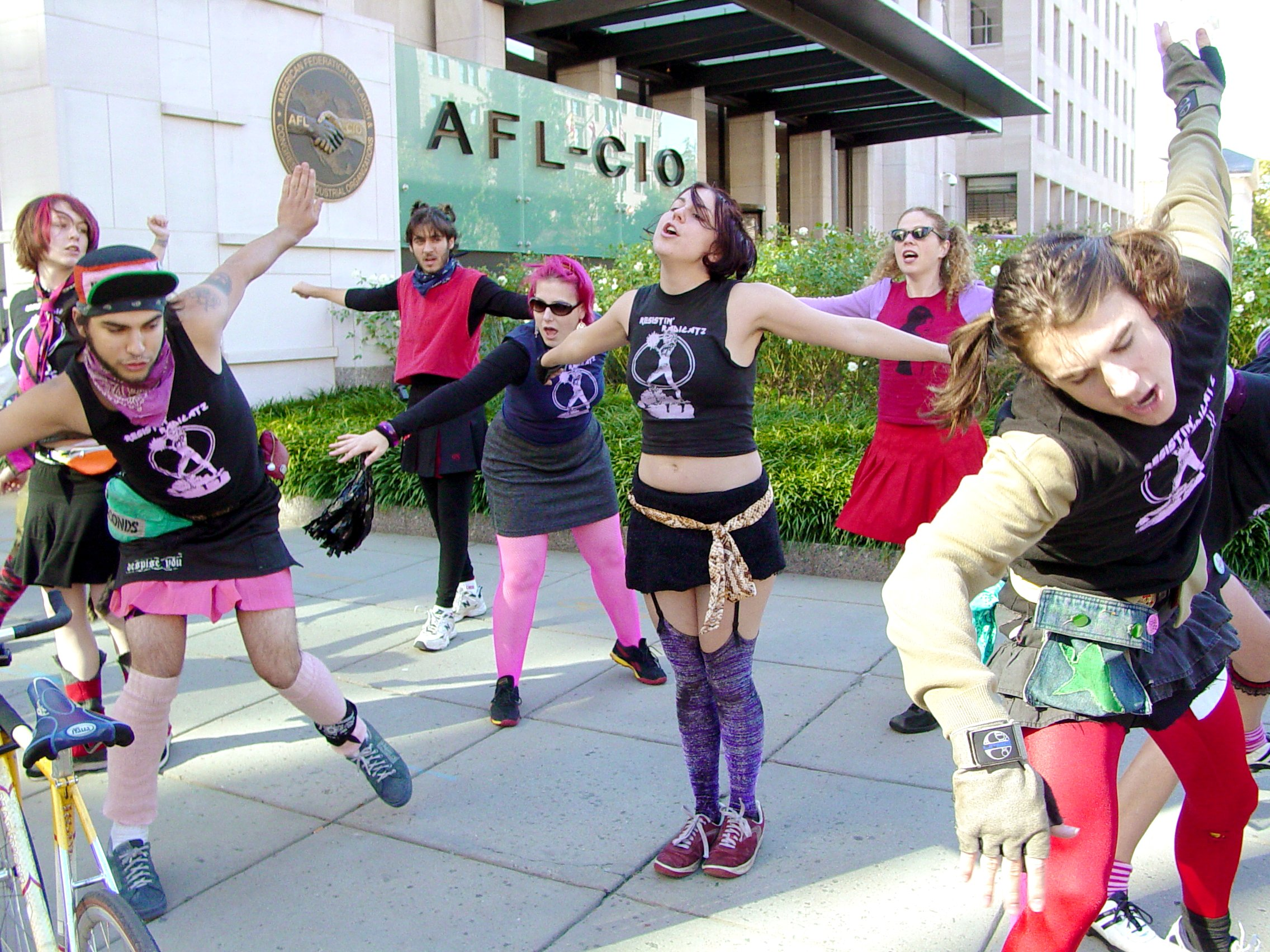
El grupo Resistin Radicatz haciendo una representación frente de la sede de la AFL-CIO, en Washington, antes de unirse a la manifestación del "Millón de Trabajadores de marzo" en el Lincoln Memorial, 17 de octubre de 2004.

Se atribuye al griego Tespis el uso de un carro como tribuna o escenario en la plaza del mercado de Atenas, allá por el siglo VI a. C.. Ya en la Edad Media, los misterios (piezas dramáticas ricas en ángeles y demonios) también tenían como marcos públicos las plazas de villas, atrios de iglesias y otros recintos castellanos.
Al comienzo del siglo XVII, Agustín de Rojas Villandrando, en El viaje entretenido (1603) clasifica ocho tipos de compañías de teatro ambulante activa en la época: bululú, ñaque, gangarilla, cambaleo, garnacha, bojiganga, farándula y compañía, agrupaciones de cómicos que, salvo raras excepciones, representaban su variado repertorio al aire libre. Una consulta superficial de diccionarios y manuales de teatro del siglo XX, dará como resultado un número similar de fenómenos dramáticos asimilables como teatro de calle: teatro espontáneo, teatro improvisado, teatro alternativo y/o experimental, teatro invisible, de guerrilla, de participación, performance, happening, y opcionalmente, teatro posmoderno y teatro circular.
Todos los autores coinciden en que, paradójicamente, el teatro de calle, tan arraigado a la anarquía en su origen, haya ido institucionalizándose, al abrigo de festivales de teatro en recorridos urbanos con subvención municipal, como instrumentos de políticas de renovación urbana o hermanos urbanitas del land art. Otros estudios incluyen como teatro de calle diversas expresiones, montajes y escenificaciones al aire libre, como algunas 'performances' de grupos como el colectivo catalán La Fura dels Baus o los holandeses Close-Act Theatre.

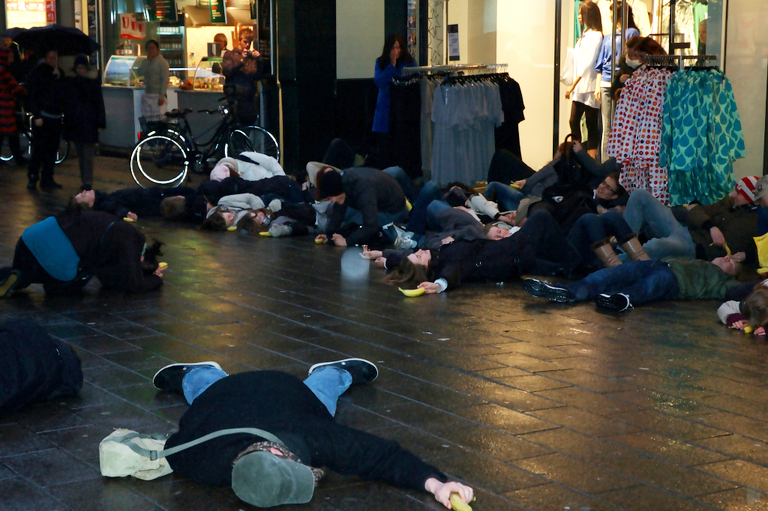
Performance de las víctimas de una explosión o epidemia en una calle de Copenhague.

"La calle siempre ha sido un escenario, en el que se ha hecho teatro, a veces con fines utilitarios, como en los timos, por ejemplo, con sus tres actores, uno de ellos, el timado, involuntario, o en manifestaciones, como las antinucleares, en las que grupos de manifestantes aparecen muertos en la calle (haciéndose el muerto) por causa de una imaginaria bomba atómica..."
Alfonso Sastre.

## El autoteatro
Autoteatro (Auto teatro) es un concepto que describe las manifestaciones teatrales realizadas con los espectadores dentro de sus automóviles, el concepto se basa en la cultura drive-in del autocine. 
El fenómeno autoteatro comenzó a implotar en varios países como respuesta al estado post-contingencia provocado por el virus COVID-19 en el año 2020.

## Casos mundiales de autoteatro
El primer registro de autoteatro fue en mayo de 2020 se dio a conocer en Alemania el caso de Deutsches Theater en el municipio de Gotinga donde presentaron la obra "El Método" en el estacionamiento subterráneo de su teatro con los espectadores dentro de sus automóviles; en el mismo país en las ciudades de Schwerte y Oberhausen Autotheater Ruhr y Theater an der Niebuhrg dieron a conocer su proyectos de autoteatro.
En el mismo mes, en Argentina se dio a conocer el caso de Gastón Sztutwojner con cinergia y en México, Autoteatro Feelium en Ciudad de México y Auto teatro Experimental en el estado de Morelos.

## Festivales de teatro de calle
(selección)

### En España
- Festival de Teatro y Artes de Calle de Valladolid[19]
- Feria de Tárrega[20]
- Festival Internacional de Teatro de Sitges[21] (desaparecido)
- Festival de Teatro de Calle de Lequeitio[22]
- Mueca (festival internacional de arte en la calle)[23]
- Salou Arte Street[24]
- Bilboko Kalealdia[25]
- Festival de Artistas de Rúa[26] (Redondela, Pontevedra)
- AR.CA. (Encuentro Internacional de Artistas Callejeros de Aguilar de Campoo) (Palencia)[27]

### En América
- Fiesta internacional de teatro en calles abiertas[28] (Perú)
- Festival Internacional de Teatro Callejero Al Aire Puro[29]  (Colombia)
- Faneuil Hall Street Performers Festival[30]
- Teatro de calle brasileño.[31]
- Festival Internacional de Arte Urbano Ristoc[32] (Argentina)
- Festival Internacional de Teatro Palco & Rua[33] (Brasil)
- Festival Internacional de Teatro de Calle Zacatecas[34] (México)
- Festival Internacional de Teatro Octubre Callejero (Argentina, Buenos Aires, Moreno)

### En Europa
- Berlin International Street Theatre Festival[35] (Berlín Alemania)
- Festival Internacional de Teatro de Rua[36] (Santa María da Feira Portugal)
- Festival de Aviñón[37]
- Le Printemps des Comédiens[38]
- Teatro en la calle en Morlaix[39]

Por el niadejisus